# Element zero
În matematică un element zero este una dintre mai multele generalizări ale numărul zero în alte structuri algebrice. Aceste semnificații alternative se pot reduce sau nu la același lucru, în funcție de context.

## Element neutru aditiv
Elementul neutru aditiv este elementul neutru dintr-un grup aditiv. Corespunde elementului 0 astfel încât pentru orice x din grup există {\displaystyle 0+x=x+0=x.}. Câteva exemple de identitate aditivă sunt:
- Vectorul zero pentru adunarea vectorilor: vectorul cu lungimea 0 și ale cărui componente sunt toate 0. Adesea notat ca {\displaystyle \mathbf {0} } sau {\displaystyle {\vec {0}}.}[1]
- Funcția zero definită de {\displaystyle z(x)=0,} pentru operația punctuală {\displaystyle (f+g)(x)=f(x)+g(x).}
- Mulțimea vidă din teoria mulțimilor.
- O sumă vidă sau un coprodus vid.
- Un obiect inițial⁠(d) într-o categorie (un coprodus nul, deci un element neutru pentru coproduse).

## Element absorbant
Un element absorbant într-un semigrup multiplicativ sau semiinel generalizează proprietatea {\displaystyle 0\cdot x=0.} Exemplele cuprind:
- Mulțimea vidă, care este elementul absorbant pentru produsul cartezian de mulțimi deoarece {\displaystyle \{\,\}\times S=\{\,\}.}
- Funcția zero definită de {\displaystyle z(x)=0,} pentru operația punctuală {\displaystyle (f\cdot g)(x)=f(x)\cdot g(x).}

Multe elemente absorbante sunt și elemente neutre față de adunare, inclusiv mulțimea vidă și funcția zero. Un alt exemplu important este elementul distinctiv 0 dintr-un corp sau inel, care este atât elementul neutru aditiv, cât și elementul absorbant pentru înmulțire și al cărui ideal principal este cel mai mic ideal.

## Obiect nul
Un obiect nul dintr-o categorie este atât un obiect inițial⁠(d), cât și un obiect final⁠(d) (și astfel un element neutru atât pentru produse, cât și pentru coproduse). De exemplu, structura trivială (conținând doar elementul neutru) este un obiect nul în categoriile în care morfismele trebuie să aplice aceste elemente pe ele însele. Exemplele specifice cuprind:
- Grupul trivial, care conține doar elementul neutru (un obiect nul în categoria grupurilor)
- Modulul nul, care conține doar elementul neutru (un obiect nul din categoria modulelor⁠(d) peste un inel)

## Morfism nul
Un morfism nul într-o categorie este un element absorbant generalizat pentru compunerea funcțiilor⁠(d): orice morfism compus cu un morfism nul dă un morfism nul. Mai exact, dacă {\displaystyle 0_{XY}:X\to Y} este morfismul nul dintre morfismele de la X la Y, iar {\displaystyle f:A\to X} și {\displaystyle g:Y\to B} sunt morfisme arbitrare, atunci {\displaystyle g\circ 0_{XY}=0_{XB}} și {\displaystyle 0_{XY}\circ f=0_{AY}}
Dacă o categorie are un obiect nul {\displaystyle \mathbf {0} }, atunci există morfisme canonice {\displaystyle X\to \mathbf {0} } și {\displaystyle \mathbf {0} \to Y,} iar compunerea lor dă un morfism nul {\displaystyle 0_{XY}:X\to Y.} În categoria grupurilor, de exemplu, morfismele nule sunt morfisme care returnează întotdeauna elementul neutru, generalizând astfel funcția {\displaystyle z(x)=0.}

## Cel mai mic element
Un cel mai mic element⁠(d) dintr-o mulțime parțial ordonată⁠(d) sau o latice⁠(d) poate fi uneori numit element nul și scris fie ca 0, fie ca ⊥.

## Modul nul
În matematică modulul nul este modulul⁠(d) constând numai din elementul neutru aditiv pentru funcția de adunare a modulului. În numerele întregi, acest element este 0, ceea ce dă numele de modul nul. Că modulul nul este de fapt un modul este simplu de arătat; este închis trivial pentru adunare și înmulțire.

## Ideal nul
În matematică idealul nul dintr-un inel {\displaystyle R} este idealul {\displaystyle \{0\}} constând doar din elementul neutru aditiv (sau elementul 0). Faptul că acesta este un ideal rezultă direct din definiție.

## Matrice nulă
În matematică, în special în algebra liniară, o matrice nulă este o matrice în care fiecare element are valoarea 0. De obicei este notată cu simbolul {\displaystyle O.} Câteva exemple de matrici nule sunt:
{\displaystyle 0_{1,1}={\begin{bmatrix}0\end{bmatrix}},\ 0_{2,2}={\begin{bmatrix}0&0\\0&0\end{bmatrix}},\ 0_{2,3}={\begin{bmatrix}0&0&0\\0&0&0\end{bmatrix}},\ }
Mulțimea matricilor {\displaystyle m\times n} cu elemente dintr-un inel K formează un modul {\displaystyle K_{m,n}}. Matricea nulă {\displaystyle 0_{K_{m,n}}} din {\displaystyle K_{m,n}} este matricea cu toate elementele egale cu {\displaystyle 0_{K}}, unde {\displaystyle 0_{K}} este elementul neutru aditiv din K.
{\displaystyle 0_{K_{m,n}}={\begin{bmatrix}0_{K}&0_{K}&\cdots &0_{K}\\0_{K}&0_{K}&\cdots &0_{K}\\\vdots &\vdots &&\vdots \\0_{K}&0_{K}&\cdots &0_{K}\end{bmatrix}}}
Matricea nulă este elementul neutru aditiv din {\displaystyle K_{m,n}}. Adică, pentru orice {\displaystyle A\in K_{m,n}}:
{\displaystyle 0_{K_{m,n}}+A=A+0_{K_{m,n}}=A}
Există o singură matrice nulă cu o dimensiune dată {\displaystyle m\times n} (cu elementele dintr-un anumit inel), așa că atunci când contextul este clar, se spune adesea matricea nulă. În general, elementul neutru aditiv al unui inel este unic și este de obicei notat ca 0 fără nici un indice care să indice inelul de care aparține. Prin urmare, exemplele de mai sus reprezintă matrice nule peste orice inel.
Matricea nulă reprezintă, de asemenea, transformarea liniară care aplică toți vectorii pe vectorul nul.

## Tensor nul
În matematică tensorul nul este un tensor de orice ordin, ale cărui componente sunt 0. Tensorul nul de ordinul 1 este uneori cunoscut ca vectorul nul.
Produsul tensorial⁠(d) al oricărui tensor cu orice tensor nul este un alt tensor nul. Adunarea cu tensorul nul este echivalentă cu operația de identitate.